# Parlamentswahl in Spanien 1989
- HB: 4
- EA: 2
- IU: 17
- EE: 2
- PA: 2
- PSOE: 175
- CDS: 14
- AIC: 1
- EAJ/PNV: 5
- CiU: 18
- PAR: 1
- PP: 107
- UV: 2

Die Parlamentswahl in Spanien 1989 fand am 29. Oktober statt, um die beiden Kammern des Parlaments (Cortes Generales) zu erneuern. Gewählt wurden die 350 Abgeordneten des Abgeordnetenhauses (Congreso de los Diputados) und 208 der 254 Mitglieder des Senats (Senado). Der Congreso ist die politisch wesentlich wichtigere der beiden Kammern. Mit den Wahlen begann die 4. Legislaturperiode nach dem Ende der Franco-Diktatur.
Im Wahlkreis Melilla wurde die Wahl wegen Unregelmäßigkeiten am 25. März 1990 wiederholt.

## Congreso (Abgeordnetenhaus)
Gegen den amtierenden Ministerpräsidenten Felipe González von der sozialdemokratischen PSOE schickte die konservative PP den Ministerpräsidenten der Autonomen Gemeinschaft Kastilien-León José María Aznar als Spitzenkandidat ins Rennen.
Wegen Unregelmäßigkeiten annullierten die Oberverwaltungsgerichte (Tribunales Superiores de Justicia) von Murcia (Urteil vom 1. Dezember 1989), Galicien (Urteil vom 2. Dezember 1989) und Andalusien (Urteil vom 4. Dezember 1989) zunächst die Wahlen in den Wahlkreisen Murcia (neun Abgeordnete), Pontevedra (acht Abgeordnete) und Melilla (ein Abgeordneter).
Mit Urteilen vom 15. und 19. Februar 1990 hob das Verfassungsgericht die Annullierung der Wahlen für die Wahlkreise Pontevedra und Murcia jedoch wieder auf, sodass ein Wiederholungswahl am 25. März 1990 nur im Wahlkreis Melilla stattfand.
Die regierende PSOE verlor zwar 4,5 Prozentpunkte, wurde aber erneut stärkste Partei und stellte mit 175 Abgeordneten genau die Hälfte der Abgeordneten.

### Ergebnisse
- Wahlberechtigte: 29.604.055
- Wahlbeteiligung: 69,74 % (–0,75 % gegenüber 1986)

| ← Parlamentswahl in Spanien, 29. Oktober 1989 → |           |           |           |       |         |        |
| Partei                                          | Stimmen   | % Stimmen | Diff.     | Sitze | % Sitze | Diff.  |
| Partido Socialista Obrero Español (PSOE)        | 8.115.568 | 39,60     | −4,46     | 175   | 50,00   | –9     |
| Partido Popular (PP)                            | 5.285.972 | 25,79     | –0,18 (1) | 107   | 30,57   | +2 (1) |
| Izquierda Unida (IU)                            | 1.858.588 | 9,07      | +4,44     | 17    | 4,86    | +10    |
| Centro Democrático y Social (CDS)               | 1.617.716 | 7,89      | –1,33     | 14    | 4,00    | –5     |
| Convergència i Unió (CiU)                       | 1.032.243 | 5,04      | +0,02     | 18    | 5,14    | =      |
| Partido Nacionalista Vasco (EAJ-PNV)            | 254.681   | 1,24      | –0,29     | 5     | 1,43    | –1     |
| Herri Batasuna (HB)                             | 217.278   | 1,06      | −0,09     | 4     | 1,14    | –1     |
| Partido Andalucista (PA)                        | 212.687   | 1,04      | +0,57     | 2     | 0,57    | +2     |
| Unió Valenciana (UV)                            | 144.924   | 0,48      | +0,16     | 2     | 0,57    | +1     |
| Eusko Alkartasuna (EA)                          | 136.955   | 0,55      | +0,55     | 2     | 0,57    | +2     |
| Euskadiko Ezkerra (EE)                          | 105.238   | 0,51      | –0,02     | 2     | 0,57    | =      |
| Partido Aragonés (PAR)                          | 71.733    | 0,35      | –0,01     | 1     | 0,29    | =      |
| Agrupaciones Independientes de Canarias (AIC)   | 64.767    | 0,32      | –0,01     | 1     | 0,29    | =      |
| Coalición Galega                                | 45.821    | 0,22      | –0,18     | 0     | 0,00    | –1     |

## Senado (Senat)
Der Senat setzt sich aus direkt vom Volk gewählten Mitgliedern und weiteren Senatoren, die von den Parlamenten der einzelnen Regionen (span.: Comunidades Autónomas) bestimmt werden, zusammen. Die Direktwahl findet gleichzeitig mit den Wahlen der Abgeordneten des Congreso statt. Die Zahl der indirekt gewählten Senatoren richtet sich nach der Bevölkerungszahl der jeweiligen Region (einer plus ein weiterer je 1 Mio. Einwohner).
In der 4. Legislatur bestand der Senat aus 254 Mitgliedern: 208 direkt gewählten und 46 von den Regionalparlamenten entsandten.
Die Direktwahl erfolgt in Wahlkreisen, die mit den Provinzen übereinstimmen (bis auf die Balearen und Kanaren, wo Wahlkreis die einzelnen Inseln sind). In den Provinz-Wahlkreisen werden jeweils – unabhängig von der Bevölkerungszahl – vier Senatoren gewählt, wobei jeder Wähler drei Personenstimmen vergeben und jede Partei drei Kandidaten benennen kann. Der Anhänger einer Partei wird in der Regel seine Stimmen den drei Kandidaten „seiner“ Partei geben. Dies führt normalerweise dazu, dass die drei Kandidaten der stärksten Partei in der Provinz mehr Stimmen erhalten als der bestplatzierte Kandidat der zweitstärksten Partei. In der ganz überwiegenden Zahl der Fälle wird daher die stärkste Partei drei Senatoren und die zweitstärkste Partei einen für die Provinz stellen. 
Die Zusammensetzung der von den Regionalparlamenten entsandten Senatoren kann sich während der Legislatur ändern (wenn während der Legislaturperiode neue Regionalparlamente gewählt werden), deshalb wird im Folgenden nur die Zusammensetzung des Senats zu Beginn der Legislatur im November 1989 wiedergegeben:
| ← Zusammensetzung Senat, November 1989 →      |                  |                      |                    |
| Partei                                        | Senatoren gesamt | Senatoren Direktwahl | Senatoren indirekt |
| Partido Socialista Obrero Español (PSOE)      | 128              | 107                  | 21                 |
| Partido Popular (PP)                          | 90               | 78                   | 12                 |
| Convergència i Unió (CiU)                     | 12               | 10                   | 2                  |
| Partido Nacionalista Vasco (EAJ-PNV)          | 5                | 4                    | 1                  |
| Centro Democrático y Social (CDS)             | 7                | 1                    | 6                  |
| Herri Batasuna (HB)                           | 3                | 3                    |                    |
| Izquierda Unida (IU)                          | 1                | 1                    |                    |
| Agrupaciones Independientes de Canarias (AIC) | 1                | 1                    |                    |
| Independientes por Lanzarote (IL)             | 1                | 1                    |                    |
| Asamblea Majorera (AM)                        | 1                | 1                    |                    |
| Agrupación Herreña Independiente (AHI)        | 1                | 1                    |                    |
| Partido de Acción Socialista (PASOC)          | 1                |                      | 1                  |
| Iniciativa per Catalunya (IpC)                | 1                |                      | 1                  |
| Eusko Alkartasuna (EA)                        | 1                |                      | 1                  |
| Partido Aragonés (PAR)                        | 1                |                      | 1                  |

## Regierungsbildung
Für die Regierungsbildung ist nach der spanischen Verfassung nur der Congreso relevant: Er wählt den Ministerpräsidenten (Art. 99), nur ihm ist die Regierung verantwortlich (Art. 108).
Die Wahl des Ministerpräsidenten durch das Abgeordnetenhaus fand am 5. Dezember 1989 statt. Da die Oberverwaltungsgerichte an den Tagen zuvor die Wahl in den Wahlkreisen Murcia, Pontevedra und Melilla (wovon insgesamt 18 Mandate betroffen waren) annulliert hatte, lag die Zahl der Abgeordneten nur bei 332, womit die im ersten Wahlgang erforderliche Mehrheit bei 167 Ja-Stimmen lag, welche der PSOE-Kandidat Felipe González auch erreichte.
| Kandidat        | Datum                                                   |            |     |    |    |    |    | EAJ |   |   |   |   |   |   |   | Ergebnis |
| --------------- | ------------------------------------------------------- | ---------- | --- | -- | -- | -- | -- | --- | - | - | - | - | - | - | - | -------- |
| Felipe González | 5. Dezember 1989 notwendig: absolute Mehrheit (167/332) | Ja         | 166 |    |    |    |    |     |   |   |   |   |   |   | 1 | 167/350  |
| Felipe González | 5. Dezember 1989 notwendig: absolute Mehrheit (167/332) | Nein       |     | 99 | 18 | 17 | 13 |     |   | 2 | 2 | 2 | 2 |   |   | 155/350  |
| Felipe González | 5. Dezember 1989 notwendig: absolute Mehrheit (167/332) | Enthaltung |     |    |    |    |    | 5   |   |   |   |   |   | 1 |   | 6/350    |
| Felipe González | 5. Dezember 1989 notwendig: absolute Mehrheit (167/332) | Abwesend   |     |    |    |    |    |     | 4 |   |   |   |   |   |   | 4/350    |

Bereits in der Debatte zur Wahl des Ministerpräsidenten hatte González angekündigt, erneut die Vertrauensfrage zu stellen, wenn die endgültige Zusammensetzung des Abgeordnetenhauses nach eventuellen Wiederholungswahlen feststehe. Nach der Wiederholungswahl im Wahlkreis Melilla (25. März 1990) stellte er daher die Vertrauensfrage, über die am 5. April 1990 abgestimmt wurde und in der er die absolute Mehrheit erhielt.
| Kandidat        | Datum                                      |            |     |     |    |    |    | EAJ |   |   |   |   |   |   |   | Ergebnis |
| --------------- | ------------------------------------------ | ---------- | --- | --- | -- | -- | -- | --- | - | - | - | - | - | - | - | -------- |
| Felipe González | 5. April 1990 notwendig: einfache Mehrheit | Ja         | 175 |     |    |    |    |     |   |   |   |   |   |   | 1 | 176/350  |
| Felipe González | 5. April 1990 notwendig: einfache Mehrheit | Nein       |     | 107 |    | 16 |    |     |   | 2 | 2 | 1 | 2 |   |   | 130/350  |
| Felipe González | 5. April 1990 notwendig: einfache Mehrheit | Enthaltung |     |     | 17 |    | 14 | 5   |   |   |   |   |   | 1 |   | 37/350   |
| Felipe González | 5. April 1990 notwendig: einfache Mehrheit | Abwesend   |     |     | 1  | 1  |    |     | 4 |   |   | 1 |   |   |   | 7/350    |